# Mémorial de la 4e division australienne de Bellenglise
 (mai 2018).
Si vous disposez d'ouvrages ou d'articles de référence ou si vous connaissez des sites web de qualité traitant du thème abordé ici, merci de compléter l'article en donnant les références utiles à sa vérifiabilité et en les liant à la section « Notes et références ».
Le Mémorial de la 4e division australienne est un monument commémoratif de la Première Guerre mondiale situé sur le territoire de la commune de Bellenglise, dans le département de l'Aisne. Il est dédié à la gloire de la 4e Division australienne qui s'est illustrée lors de la Première Guerre mondiale notamment en lors de la prise de Bellenglise en octobre 1918.

## Localisation
Le mémorial est situé dans la campagne à 1,5 km au nord-est de Bellenglise à proximité de l'autoroute A 26. On y accède par un chemin de terre. De là, on aperçoit à 2 km au sud-est le Mémorial de la 46e division d'infanterie (North Midlands).

## Historique
La 4e Division de l'Australian Imperial Force arriva en Europe en 1916 et participa ensuite aux hostilités de 1916 à 1918 dans presque toutes les opérations en France et en Belgique. Pendant cette période, la division essuya de lourdes pertes dont 10 973 morts et plus de 2700 blessés.
Après la guerre, la 4e division bâtit ce mémorial ici aux Chaudriés qui fut le théâtre de sa dernière bataille du 18 au 20 septembre 1918 qui consistait à la prise des positions allemandes sur la Ligne Hindenburg. La Division considérait cette bataille comme le point culminant de ses opérations en Europe.

## Galerie

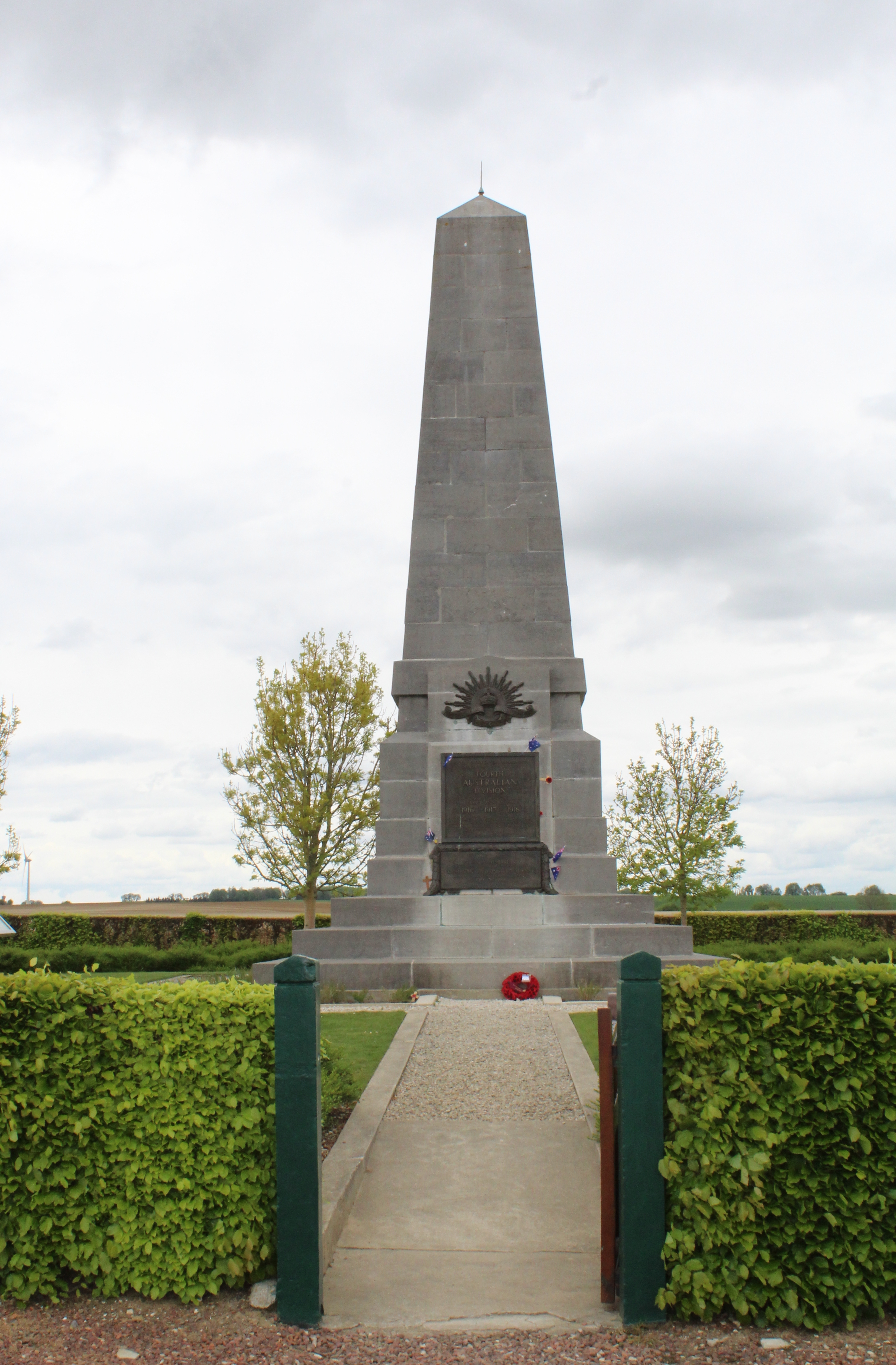
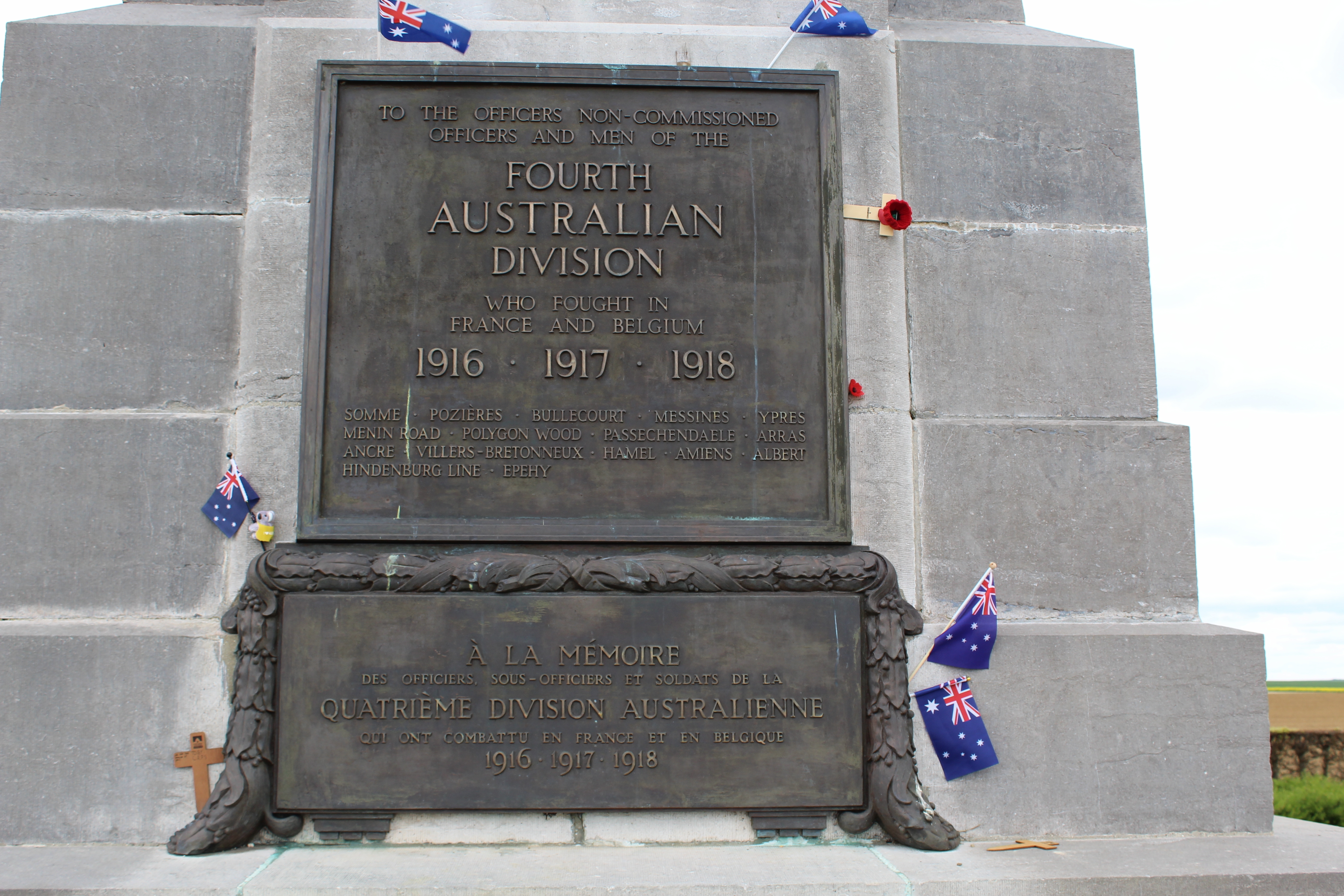
A la mémoire des officiers, sous-officiers et soldats de la Quatrième Division Australienne qui ont combattu en France et en Belgique en 1916, 1917 et 1918.
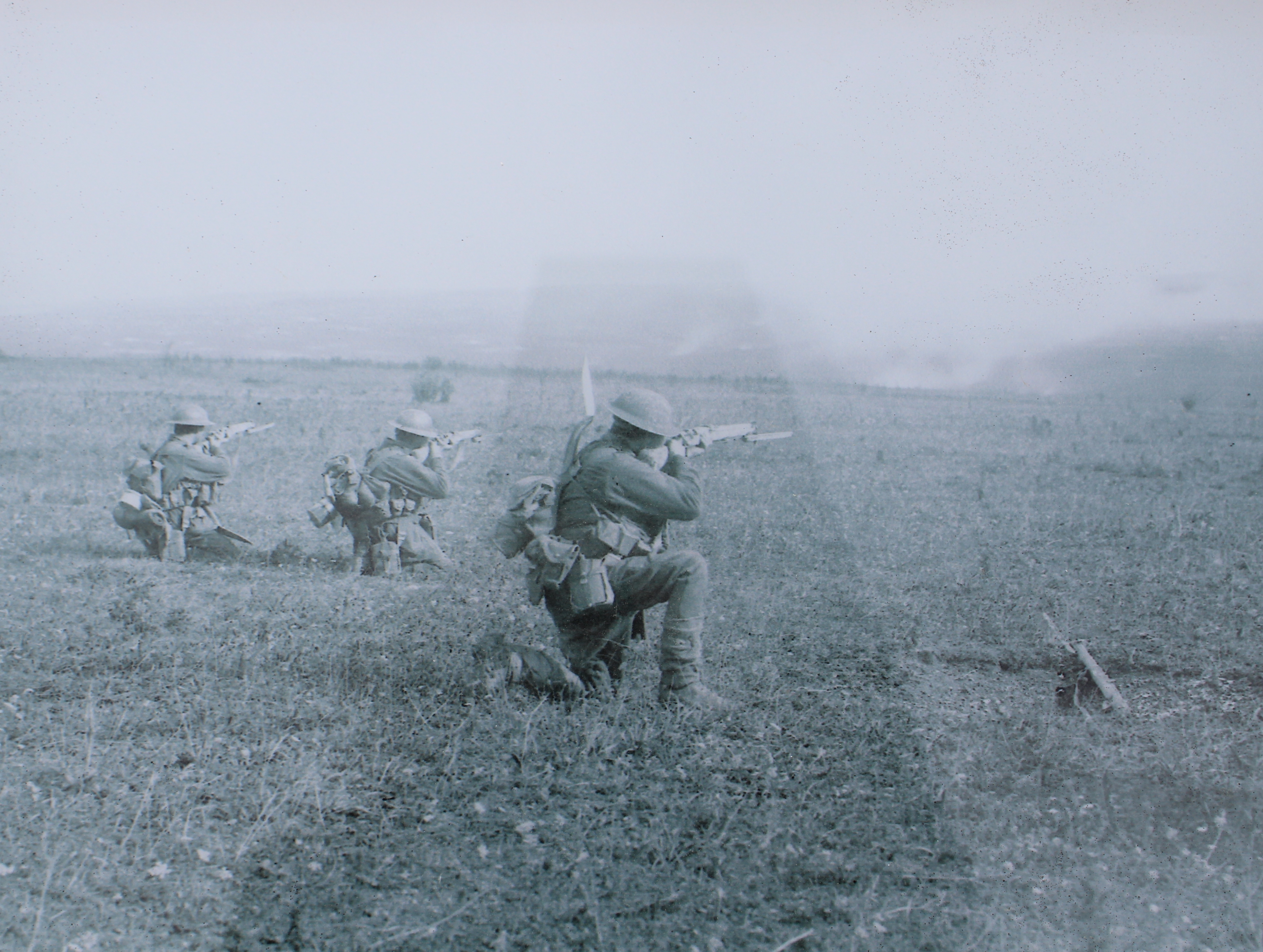
Des soldats du 46 bataillon tirant sur l'ennemi entre Bellenglise et Le Verguier.(AWM E03260)